# Charles de Dompierre d'Hornoy
Charles Marius "Albert" de Dompierre d'Hornoy, né à Hornoy (Somme) le 24 février 1816 et mort à Paris le 20 mars 1901, est un amiral et homme politique français.

## Biographie

### Carrière militaire

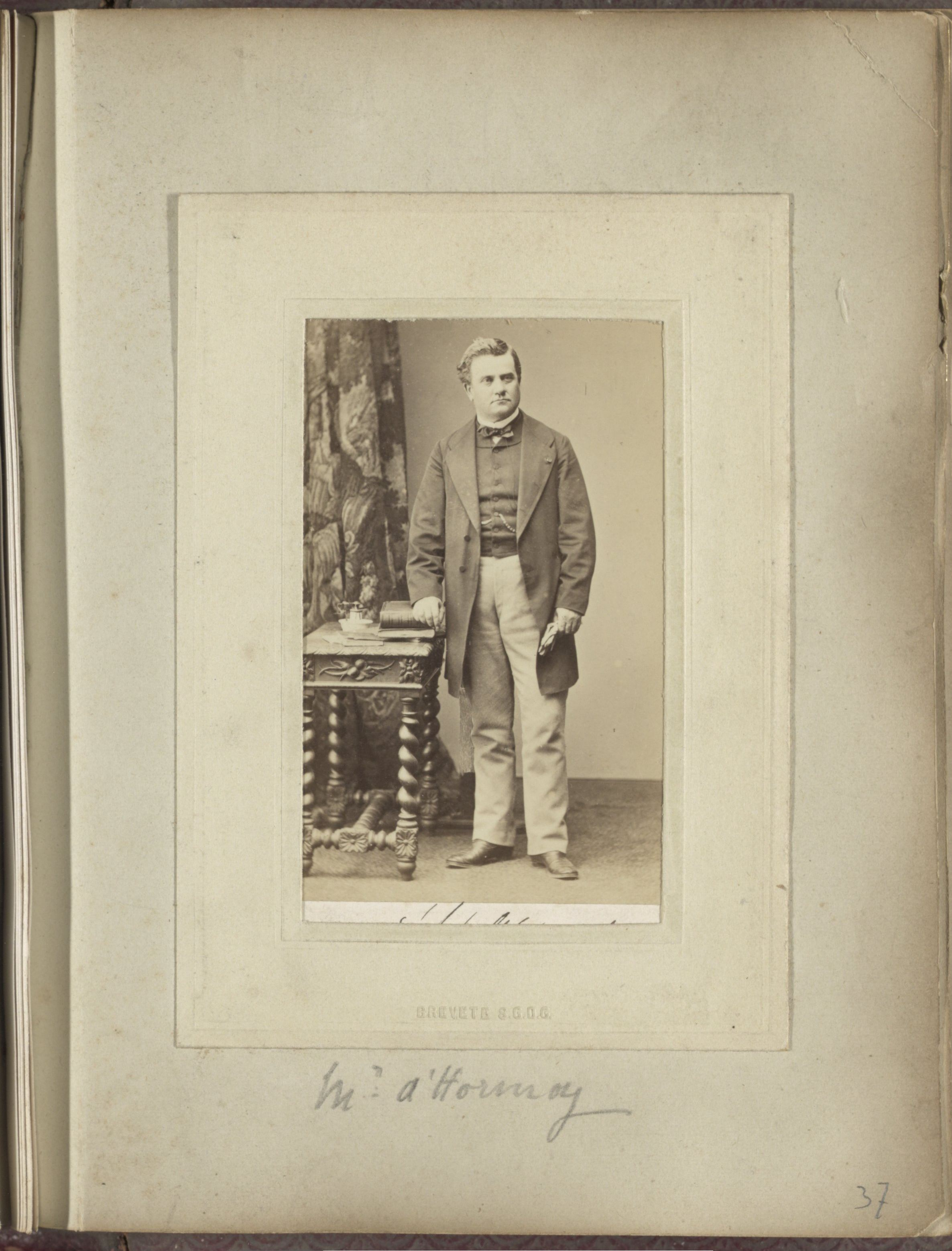
Charles de Dompierre d'Hornoy

Albert de Dompierre d'Hornoy est issu d'une famille noble subsistante (?) de Picardie : la famille de Dompierre d'Hornoy, anoblie par fonction à Amiens en 1735, inscrite à l'ANF depuis 1935. Il accomplit une carrière dans la marine qui le conduisit au grade de vice-amiral.
Il est fait aspirant de 2e en 1829, puis 1re classe en 1831. 
Il est nommé enseigne de vaisseau, en 1834. Après sa sortie de l'école navale, il participe à la Bataille de San Juan de Ulúa en 1838.
Il est nommé lieutenant de vaisseau, en 1841. Il est aide de camp de l'amiral Hugon dans la station des Antilles en 1843-1846. Il est commandant de l'Églantine de 1848 à 1849.
Il est nommé capitaine de frégate, en 1849. En Afrique, puis au Levant comme commandant de l'aviso à vapeur l’Éclaireur, il porte secours au bâtiment l'Osiris en difficulté dans le port d'Aboukir. En 1854 il est nommé second sur le Ville de Paris, commandé par Rigault de Genouilly, avec lequel il participe à la campagne de Crimée. Il s'y distingue, notamment par son énergie à faire soigner les malades durant l'épidémie de choléra.
Il est nommé capitaine de vaisseau en 1854, il conduit le vaisseau durant les opérations du bombardement de Sébastopol comme navire porte-pavillon de l'amiral Hamelin. Il prend le commandement de la Pomone de 1856 à 1857, puis de la corvette l'Artémise à la tête de la station d'Islande. De 1862 à 1863, il est chef d'état-major de l'escadre d'évolution.
Il est nommé Contre-amiral en 1864. Il prend le commandement du yacht impérial l'Aigle de 1864 à 1866 qu'il dirigea lors des voyages impériaux en Algérie et en Angleterre. Il conduit le sultan ottoman, en 1866, en France.
De 1867 à 1869 il commande la division des navires cuirassés de la Manche. 
Il est nommé directeur du personnel au ministère de la Marine en septembre 1869 et durant la guerre de 1870, il assura l’intérim du ministère de la Marine à partir de septembre. Durant le siège de Paris, il organise le rapatriement des canons des ports dans la capitale et organise le corps de la marine qui se distingue pendant le blocus des Prussiens.
Il est nommé vice-amiral en 1871.
De 1877 à 1878, il commande l'escadre d'évolution et fut versé dans la réserve en 1881.

### Carrière politique
Il est successivement élu :
- Député à l'Assemblée nationale de 1871 à 1876.
- Sénateur de la Somme de 1876 à 1882.
- Député de la Somme de 1885 à 1893.

En février 1871, il est élu député de la Somme, et siège dans les rangs de la droite légitimiste. Adversaire de la République, il vote constamment avec les conservateurs :
- contre Adolphe Thiers,
- contre l’amendement Wallon
- contre les Lois constitutionnelles de 1875.

Il est ministre de la Marine et des Colonies sous le premier gouvernement Albert de Broglie du 25 mai 1873 au 21 mai 1874.
Au Sénat, il vote la dissolution de la Chambre demandée en juin 1877 par le cabinet de Broglie-Fourtou. Il est battu aux élections sénatoriales dans la Somme au renouvellement triennal du 8 janvier 1882.
À la chambre des Députés, il vote :
- contre les ministères républicains.
- Lors de la demande d'enquête sur les causes et les responsabilités de l'expédition du Tonkin, il se sépare de la droite qui vote pour en s'abstenant.
- contre les poursuites contre le général Boulanger[4].

Il meurt en 1901.

## Pour approfondir

### Sources et bibliographie
- « Charles de Dompierre d'Hornoy », dans Adolphe Robert et Gaston Cougny, Dictionnaire des parlementaires français, Edgar Bourloton, 1889-1891 [détail de l’édition]
- « Charles de Dompierre d'Hornoy », dans le Dictionnaire des parlementaires français (1889-1940), sous la direction de Jean Jolly, PUF, 1960 [détail de l’édition]
- Dictionnaire Biographique de la Somme, Paris, Henri Jouve, 1893. Un portrait photographique.